# 臺北捷運
臺北都會區大眾捷運系統，簡稱臺北捷運、北捷，是服務臺北都會區的大眾捷運系統，路網範圍涵蓋臺北市及新北市，為臺灣第一座投入營運、以及規模最大的城市軌道交通系統。營運機構為臺北捷運公司，工程興建則另由臺北市政府捷運工程局負責。自1996年開始營運，目前共有5條主要路線、2條單站支線與1條纜車線，路線里程136.9公里、營運里程131.1公里，營運車站共117站，乃臺北都會區的交通骨幹，亦為國際地鐵聯盟成員。

## 歷史

### 緣起
1968年6月，中華民國交通部表示研究臺北都會區興建大眾捷運系統的可行性。1970年，臺北都會區交通量日漸龐大，臺北捷運系統的實質規劃啟動。1975年臺北市政府與行政院經建會、交通部以三對等負擔經費方式，由交通部統籌辦理「臺北都會區大眾捷運系統初步規劃」，並於1977年底完成報告。
1977年2月，交通部運委會最初規劃U1、U2、U3、S1和S2五條路線。1981年9月，運委會聘請英國大眾捷運顧問工程司（British Mass Transit Consultants；）和中華顧問工程司組成計畫小組，改善規劃報告，並借鏡香港地鐵的同月台平行轉乘設計，將市區路網修正為L型交會，也解決路線過度重疊的問題。。
1982年，臺北市府委託國立臺灣大學進行中運量捷運系統發展研究。1984年1月，隸屬於臺北市政府的中運量專案小組提出1號線、2號線兩條中運量系統路線的規劃。
1984年9月，行政院正式宣布十四項建設計畫，內含臺北捷運系統初期計畫。1986年，行政院宣布由臺北市政府成立捷運工程局以執行臺北捷運的興建工作，另外由行政院經建會成立協調委員會，負責協調地方政府及中央政府意見。

### 初期設計
1985年3月，經建會與臺北捷運顧問工程司（TTC）簽約，進行台北捷運系統的綜合研究。修正BMTC的路網，也將台北市府提出之中運量1號線納入路網。隔年，行政院核定經建會所通過的第一版《臺北捷運初期路網方案》，包含現今淡水線、新店線、中和線、板橋線、南港線、木柵線之雛形。
1986年6月，臺北市府捷運工程局籌備處成立，準備興建捷運，也修正路線規劃。1987年2月，臺北市政府捷運工程局（簡稱臺北市捷運局）正式成立，將淡水線、新店線、中和線、板橋線、南港線、木柵線、維護軌修正成今日模樣，為第二版“初期路網”。1990年初，再加入土城線及內湖線，初期路網計畫完成。遠期路網留有環狀線、桃園機場捷運之雛形。此時即奠定北捷路網特色，由數個L型路線環環相扣，在市區呈現格狀路網，乘客可以多元選擇適宜轉乘車站到達目的地。
1988年7月，北投機廠正式舉行開工典禮。初期路網除了後來追加的內湖線，其餘六條路線幾乎同時動工興建，號稱「六線齊發」。內湖線因系統型式和中高運量、高架化、地下化、行經路線等不同方案有爭議、加上經費被凍結，直到2002年才動工，最後也由捷運工程局改為二期路網區間。

### 初期路網
1994年7月27日，臺北捷運公司成立，臺北捷運自此形成興建、營運機構分離的模式。1996年3月28日，木柵線通車，成為臺灣第一條通車的捷運路線。1997年3月至1999年11月，淡水線、中和線、新店線逐段通車，跨線運行。
1999年12月24日，板南線市政府站－龍山寺站通車後，與其他已經通車的路線共同構成狀似「卄」字的路網，時稱「雙十路網」，臺北車站和忠孝復興站成為最重要的轉乘站。2000年8月至2006年5月，板橋線、小南門線、南港線、小碧潭支線、土城線陸續完工通車。

### 二期路網
二期路網多數可追溯至BMTC之規劃，但是因為所需經費龐大，因此先行核定興建初期路網路線。於初期路網大致完工後，二期路網工程開始進行，包括內湖線、信義線、松山線、新莊線、蘆洲線、南港線東延段、土城線延伸頂埔段。
2008年12月至2011年2月，南港線東延段、內湖線、新莊線（局部）連接蘆洲線通車。臺北捷運亦從軌道運輸標竿聯盟的地下鐵路系統提升到每年運量5億人次以上的國際地鐵聯盟水準。臺北捷運正式晉升為國際地鐵聯盟會員。
2012年1月，新莊線大橋頭站－輔大站段通車，與已通車的蘆洲線共線稱新蘆線。同年9月，新莊線東門站通車；中和線回歸原始設計連接新蘆線，跨線區間車改發為北投站－台電大樓站。2013年6月新莊線延伸營運至迴龍站，橘線車站全數通車。
2013年11月，信義線通車，紅綠線跨線運行單位，整併為淡水站－新店站、北投站－象山站、西門站－台電大樓站三條營運模式。
2014年，松山線通車，綠線全線完工，直通超過15年的淡水線與新店線列車不再連通行駛。臺北市中心形成三縱三橫的棋盤狀路網；五大路線回歸原路網興建時的設計，經臺北捷運公司定名及加註路線編號。
2015年7月，板南線頂埔站通車，藍線全線完工，四條高運量路線改採公開時刻表發車。
2016年10月，數字路線名改為顏色代碼路線名，站內標示全面更換，並納入車站代號。2021年1月，新莊機廠投入調度營運，是最後一個啟用的高運量系統機廠。

### 其他路線路網
1996年10月，台北捷運紫線改由中央政府統籌改隸於中正國際機場捷運系統，並以BOT模式招標。之後在2003年因長生公司倒閉，與桃園捷運藍線合併為交通部之桃園國際機場捷運系統計畫。
2000年初期，台北市捷運局提出淡海線及安坑線構想；2012年12月，受新北市政府委託展開三鶯線綜合規畫。隨後轉由新北市政府主導，多數改由新北市政府主責推動，三鶯線仍以「台北捷運系統」計畫名義送交中央政府審查。2022年，民生汐止線由新北市政府另案送審，先行推動汐東捷運。
2006年，原訂以BOT方式之環狀線第一階段，改由政府主辦，由台北縣政府以地方主管機關之地位委託台北市政府規劃與興建。2010年1月，環狀線第一階段主體工程開工。2020年1月完工通車由台北捷運公司代為營運3年。2023年1月，經營權交還新北市政府；同年5月23日，環狀線第一階段正式移交新北捷運公司營運，但票務系統繼續與臺北捷運系統連動。
2013年3月，中正紀念堂站開始為容納萬大-中和-樹林線車站而進行改建工程；該年底萬大線第一階段土建工程正式動工。

## 路線

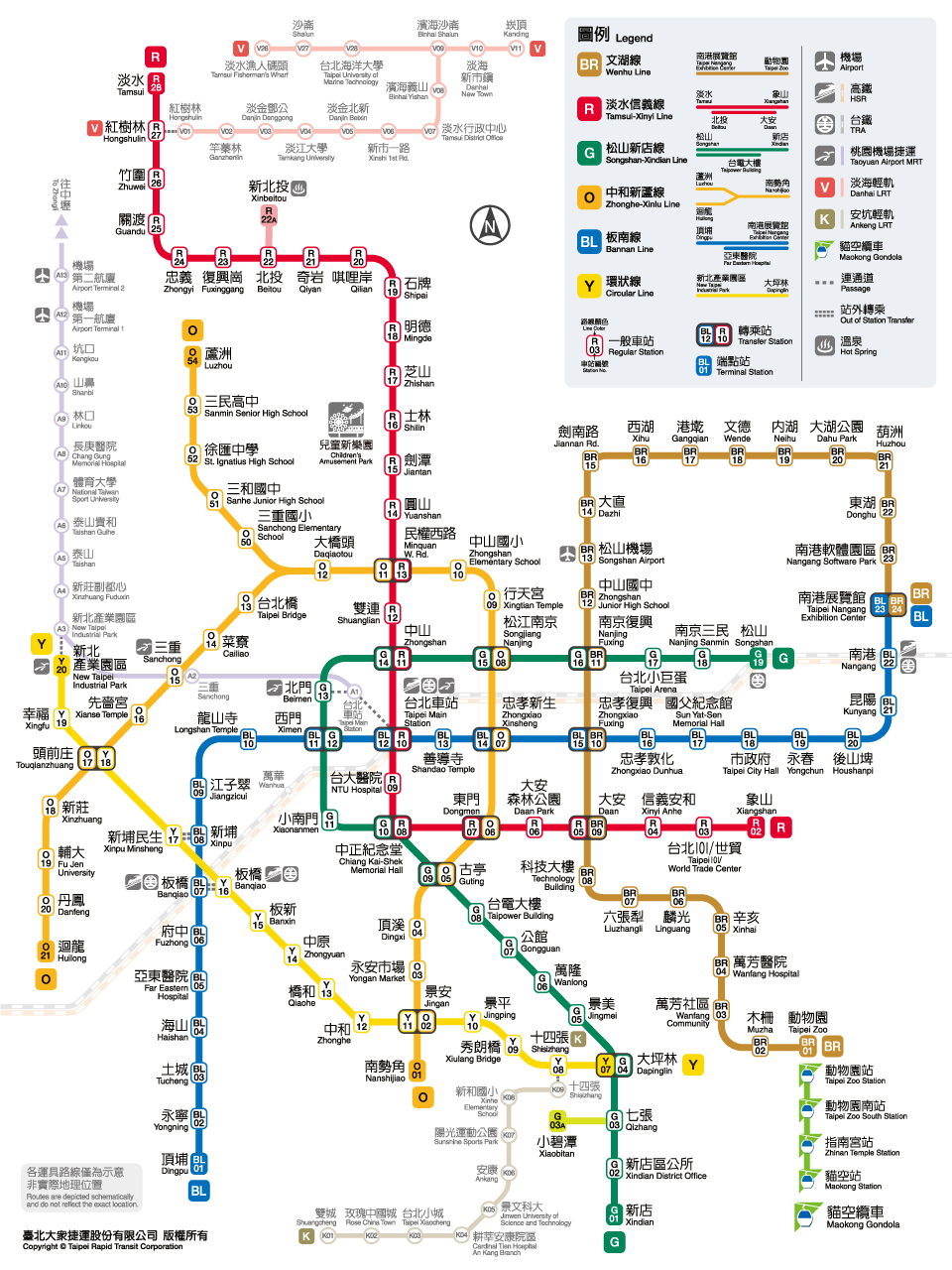
官方路線圖。淡紫線為桃園捷運公司營運的桃園機場捷運，淡朱紅線及卡其色為新北捷運公司營運的淡海輕軌及安坑輕軌，分屬不同系統。

台北捷運公司經營路線之地理路線圖。

臺北捷運已經通車營運的路線有文湖線、淡水信義線、松山新店線、中和新蘆線、板南線、環狀線共六條主線，以及新北投支線、小潭支線共兩條支線，和貓空纜車共一條纜車線。興建中的則有萬大樹林線、環狀線南北環、環狀線東環。此外，臺北捷運尚有多條規劃中的路線，通往臺北都會區各地。全部路線完工後，路網總長度將達到250公里，預計每日可運送360萬人。惟以下僅列出由臺北市捷運工程局主導規劃，作為地方主管機關之路線。
目前已經通車路線所行經的行政區，除了臺北市全市12個行政區，尚有新北市淡水、永和、中和、新店、板橋、土城、三重、蘆洲、新莊等9個行政區，總共為21個行政區。目前規劃中與興建中的路線預計經過汐止、樹林、五股3區。

### 路線概覽
| 路線                               | 路線           | 路線                 | 區間                 | 長度（公里）                     | 長度（公里）               | 現況                                 | 系統                        | 機廠                       |
| ---------------------------------- | -------------- | -------------------- | -------------------- | -------------------------------- | -------------------------- | ------------------------------------ | --------------------------- | -------------------------- |
|                                    | 文湖線         | 木柵線               | 動物園－中山國中     | 10.9                             | 25.7                       | 營運中                               | 膠輪路軌系統 （中運量）     | 木柵機廠 內湖機廠          |
| 內湖線                             | 文湖線         | 中山國中－南港展覽館 | 14.8                 |                                  | 25.7                       | 營運中                               | 膠輪路軌系統 （中運量）     | 木柵機廠 內湖機廠          |
|                                    | 淡水信義線     | 信義線東延段         | 廣慈／奉天宮－象山   | 1.42                             | 32.22                      | 興建中                               | 鋼輪路軌系統 （高運量）     | 北投機廠                   |
| 信義線                             | 淡水信義線     | 象山－中正紀念堂     | 6.4                  | 營運中                           | 32.22                      |                                      | 鋼輪路軌系統 （高運量）     | 北投機廠                   |
| 淡水線                             | 淡水信義線     | 中正紀念堂－淡水     | 23.2                 | 營運中                           | 32.22                      |                                      | 鋼輪路軌系統 （高運量）     | 北投機廠                   |
| 新北投支線                         | 淡水信義線     | 北投－新北投         | 1.2                  | 營運中                           | 32.22                      |                                      | 鋼輪路軌系統 （高運量）     | 北投機廠                   |
|                                    | 松山新店線     | 新店線               | 新店－中正紀念堂     | 9.3                              | 21.3                       | 營運中                               | 鋼輪路軌系統 （高運量）     | 新店機廠                   |
| 小南門線                           | 松山新店線     | 中正紀念堂－西門     | 1.6                  |                                  | 21.3                       | 營運中                               | 鋼輪路軌系統 （高運量）     | 新店機廠                   |
| 松山線                             | 松山新店線     | 西門－松山           | 8.5                  |                                  | 21.3                       | 營運中                               | 鋼輪路軌系統 （高運量）     | 新店機廠                   |
| 小碧潭支線                         | 松山新店線     | 七張－小碧潭         | 1.9                  |                                  | 21.3                       | 營運中                               | 鋼輪路軌系統 （高運量）     | 新店機廠                   |
|                                    | 中和新蘆線     | 中和線               | 南勢角－古亭         | 5.4                              | 31.5                       | 營運中                               | 鋼輪路軌系統 （高運量）     | 中和機廠 新莊機廠 蘆洲機廠 |
| 新莊線                             | 中和新蘆線     | 古亭－迴龍           | 19.7                 |                                  | 31.5                       | 營運中                               | 鋼輪路軌系統 （高運量）     | 中和機廠 新莊機廠 蘆洲機廠 |
| 蘆洲線                             | 中和新蘆線     | 大橋頭－蘆洲         | 6.4                  |                                  | 31.5                       | 營運中                               | 鋼輪路軌系統 （高運量）     | 中和機廠 新莊機廠 蘆洲機廠 |
|                                    | 板南線         | 土城線延伸頂埔段     | 頂埔－永寧           | 2.0                              | 28.2                       | 營運中                               | 鋼輪路軌系統 （高運量）     | 南港機廠 土城機廠          |
| 土城線                             | 板南線         | 永寧－府中           | 5.6                  |                                  | 28.2                       | 營運中                               | 鋼輪路軌系統 （高運量）     | 南港機廠 土城機廠          |
| 板橋線                             | 板南線         | 府中－西門           | 7.1                  |                                  | 28.2                       | 營運中                               | 鋼輪路軌系統 （高運量）     | 南港機廠 土城機廠          |
| 南港線                             | 板南線         | 西門－昆陽           | 11                   |                                  | 28.2                       | 營運中                               | 鋼輪路軌系統 （高運量）     | 南港機廠 土城機廠          |
| 南港線東延段                       | 板南線         | 昆陽－南港展覽館     | 2.5                  |                                  | 28.2                       | 營運中                               | 鋼輪路軌系統 （高運量）     | 南港機廠 土城機廠          |
|                                    | 貓空纜車       | 貓空纜車             | 動物園－貓空         | 4.3                              | 4.3                        | 營運中                               | 空中纜車系統 （自動循環式） |                            |
|                                    | 萬大中和樹林線 | 第一期               | 中正紀念堂－中和高中 | 7.8                              | 23.4                       | 興建中                               | 中型鐵路系統 （中運量）     | 金城機廠                   |
| 機廠支線                           | 萬大中和樹林線 | 中和高中－莒光       | 1.6                  |                                  | 23.4                       | 興建中                               | 中型鐵路系統 （中運量）     | 金城機廠                   |
| 第二期                             | 萬大中和樹林線 | 中和高中－迴龍       | 14                   | 興建中 CQ880B土建標招標中        | 23.4                       |                                      | 中型鐵路系統 （中運量）     | 金城機廠                   |
|                                    | 環狀線         | 南環段               | 動物園－大坪林       | 5.73                             | 49.18                      | 興建中                               | 中型鐵路系統 （中運量）     | 南機廠                     |
| 北環段                             | 環狀線         | 新北產業園區－劍南路 | 14.93                | 興建中                           | 49.18                      | 北機廠                               | 中型鐵路系統 （中運量）     |                            |
| 東環段                             | 環狀線         | 劍南路－動物園       | 13.12                | 興建中 除CF763外其餘土建標招標中 | 49.18                      | 東機廠                               | 中型鐵路系統 （中運量）     |                            |
|                                    | 民生汐止線     | 第二期（臺北市段）   | 工程代碼SB01站－東湖 | 10.5                             | 12.73                      | 綜合規劃階段（由新北捷運局代辦規劃） | 中型鐵路系統 （中運量）     | 社后機廠、八堵機廠         |
| 已取消或移交其他地方主管機關之路線 |                |                      |                      |                                  |                            |                                      |                             |                            |
|                                    | 環狀線         | 南北線               | 劍南路 - 秀朗橋      | 16.5                             | 16.5                       | 終止規劃                             | 中型鐵路系統 （中運量）     | 東機廠（已取消）           |
| 第一階段                           | 環狀線         | 大坪林－新北產業園區 | 15.4                 | 49.18                            | 營運中（交由新北捷運公司） | 南機廠                               | 中型鐵路系統 （中運量）     |                            |
|                                    | 民生汐止線     | 第一期（汐止東湖線） | 東湖－工程代碼SB15站 | 5.56                             | 5.56                       | 改由新北捷運局主導推動汐東捷運       | 中型鐵路系統 （中運量）     | 社后機廠                   |

### 路線命名
在規劃時期以路線識別色命名。初期路網時由於未全線通車，故以營運區間主要提供服務的地域名稱為名。現在，以地區套用路線的名稱已經為臺北捷運系統的慣例，且使用者多已習慣。所以，即使全線通車的路線還是以地名為路線名，如已經全線通車的捷運棕線稱為「文湖線」。2014年11月15日，捷運松山線通車，不再有不同識別色路線跨越行駛情形，路線加註編號。

### 預定時程與進度
各興建中路線的預定時程，2025年7月30日更新，進度依臺北市政府捷運工程局發布為準：
| 預定通車時間 | 預定通車時間 | 路線名稱           | 區間                       | 預定進度 | 實際進度 | 相較進度 |
| ------------ | ------------ | ------------------ | -------------------------- | -------- | -------- | -------- |
| 2026年       | 2月          | 信義線東延段       | 象山－廣慈／奉天宮         | 86.34%   | 86.34%   | 相等     |
| 2027年       | 6月          | 萬大中和樹林線一期 | 中正紀念堂－中和高中－莒光 | 80.85%   | 80.85%   | 相等     |
| 2031年       | 6月          | 萬大中和樹林線二期 | 中和高中－迴龍             |          |          |          |
| 2031年       | 6月          | 環狀線南環段       | 動物園－大坪林             | 30.17%   | 30.17%   | 相等     |
| 2031年       | 6月          | 環狀線北環段       | 新北產業園區－劍南路       | 30.17%   | 30.17%   | 相等     |
| 2032年       | 2032年       | 環狀線東環段       | 動物園－劍南路             | 7.41%    | 7.41%    | 相等     |

## 營運與服務

### 基本設施
臺北捷運各車站均設有詢問處，設於各站的穿堂層，負責一般諮詢、票務與其他旅客事務等。
設有完善的無障礙設施，包括導盲磚、無障礙閘門、輪椅專用區等。候車月台並設有夜間安心候車區，保障夜間乘客搭乘捷運的安全。每座車站廣設電扶梯連絡出入口、穿堂和月台，並宣導「緊握扶手、站穩踏階」。
臺北捷運各車站月台皆設有LED顯示器和電漿電視，顯示列車預計到站時間與相鄰車站的列車行駛概況。通訊方面，地下車站和路線內也設有行動電話基地台。
- 無障礙電梯。
- 無線上網用桌。

### 營運措施
初期商業活動因車站內完全設為禁食區，後因禁食區範圍縮小至付費區內，非付費區得以設置各種類型的商店，部份車站周邊亦設有地下街或商場。
車站和列車內全區禁菸，禁食區（黃線內）禁止飲食、嚼食口香糖和檳榔，另禁止旅客於未經捷運公司許可下從事商業行為，違者會被依大眾捷運法處以1,500元新臺幣以上、7,500元新臺幣以下罰鍰。
為了服務視障旅客需求，月台設置視障優先椅，提供候車或等候導引服務。

### 收費
臺北捷運依里程收費，單程票價為20~65元，同一組起迄站，皆按最短乘車里程計費。北北基桃TPASS月票1200元（30天），敬老愛心優待票4折。
| 乘車里程（公里）   |         |          |           |           |           |           |           |           |      |    |
| ≤ 5                | >5 ～ 8 | >8 ～ 11 | >11 ～ 14 | >14 ～ 17 | >17 ～ 20 | >20 ～ 23 | >23 ～ 27 | >27 ～ 31 | > 31 |    |
| 票價（新臺幣：元） | 20      | 25       | 30        | 35        | 40        | 45        | 50        | 55        | 60   | 65 |

常客優惠方案：以電子票證進站搭乘者，當月同一張卡可累積搭乘次數，台北捷運會在次月依搭乘次數階梯式回饋儲值金。
| 當月回饋金＝前月累計搭乘金額×現金回饋比例 （尾數不滿1元者，按四捨五入計算） | 當月回饋金＝前月累計搭乘金額×現金回饋比例 （尾數不滿1元者，按四捨五入計算） |
| 前月累計搭乘次數                                                            | 現金回饋比例                                                                |
| --------------------------------------------------------------------------- | --------------------------------------------------------------------------- |
| 11～20次                                                                    | 5%                                                                          |
| 21～40次                                                                    | 10%                                                                         |
| 41次以上                                                                    | 15%                                                                         |

## 硬體設施

### 車站
目前臺北捷運共有131個車站，其中16個是轉乘車站；若交會的各路線月台相互獨立，捷運公司和捷運局統計時，將九個非平行轉乘站的各路線月台視為多個車站。

#### 月台

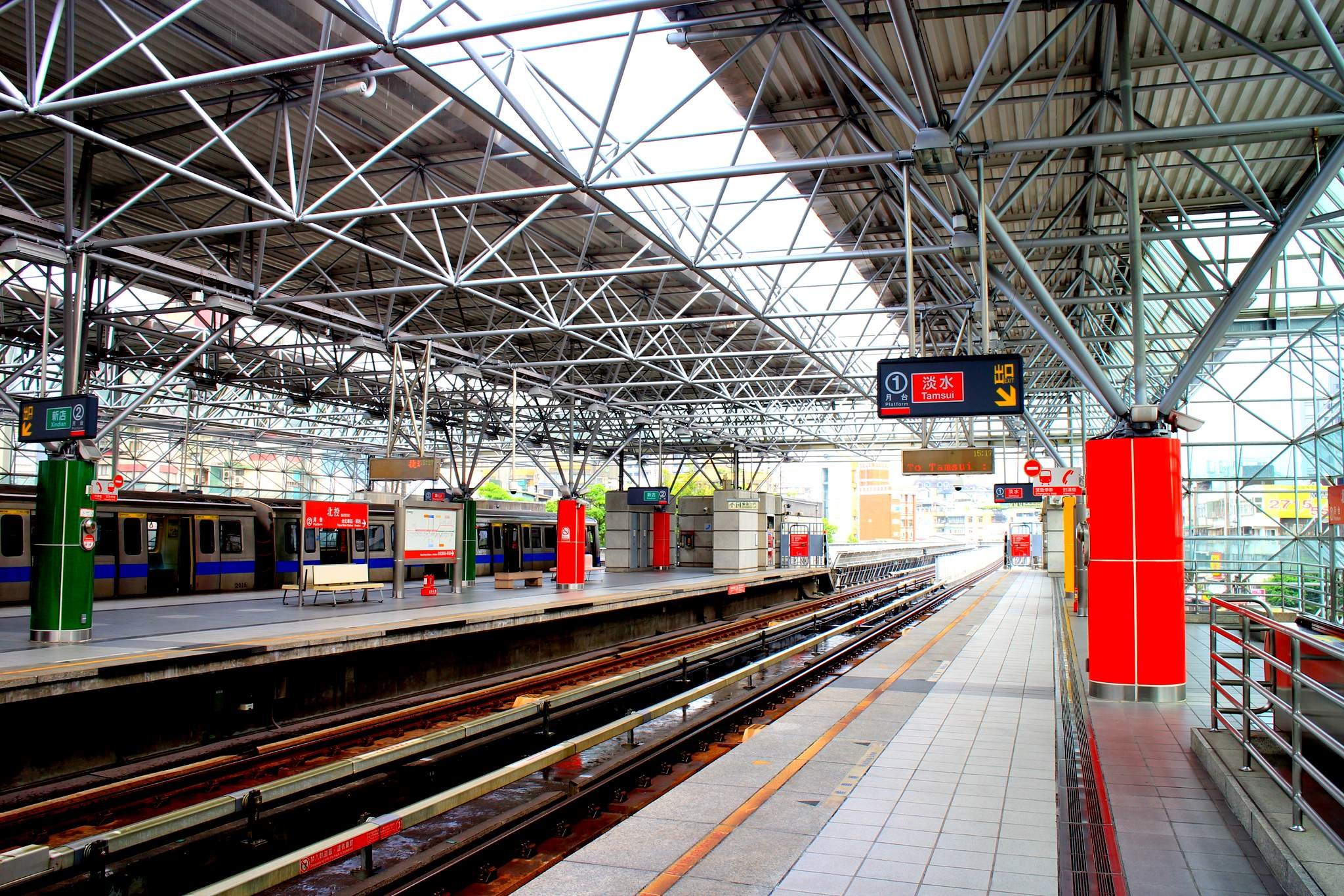
北投站是臺北捷運站內唯一採高架混合式月台的例子。

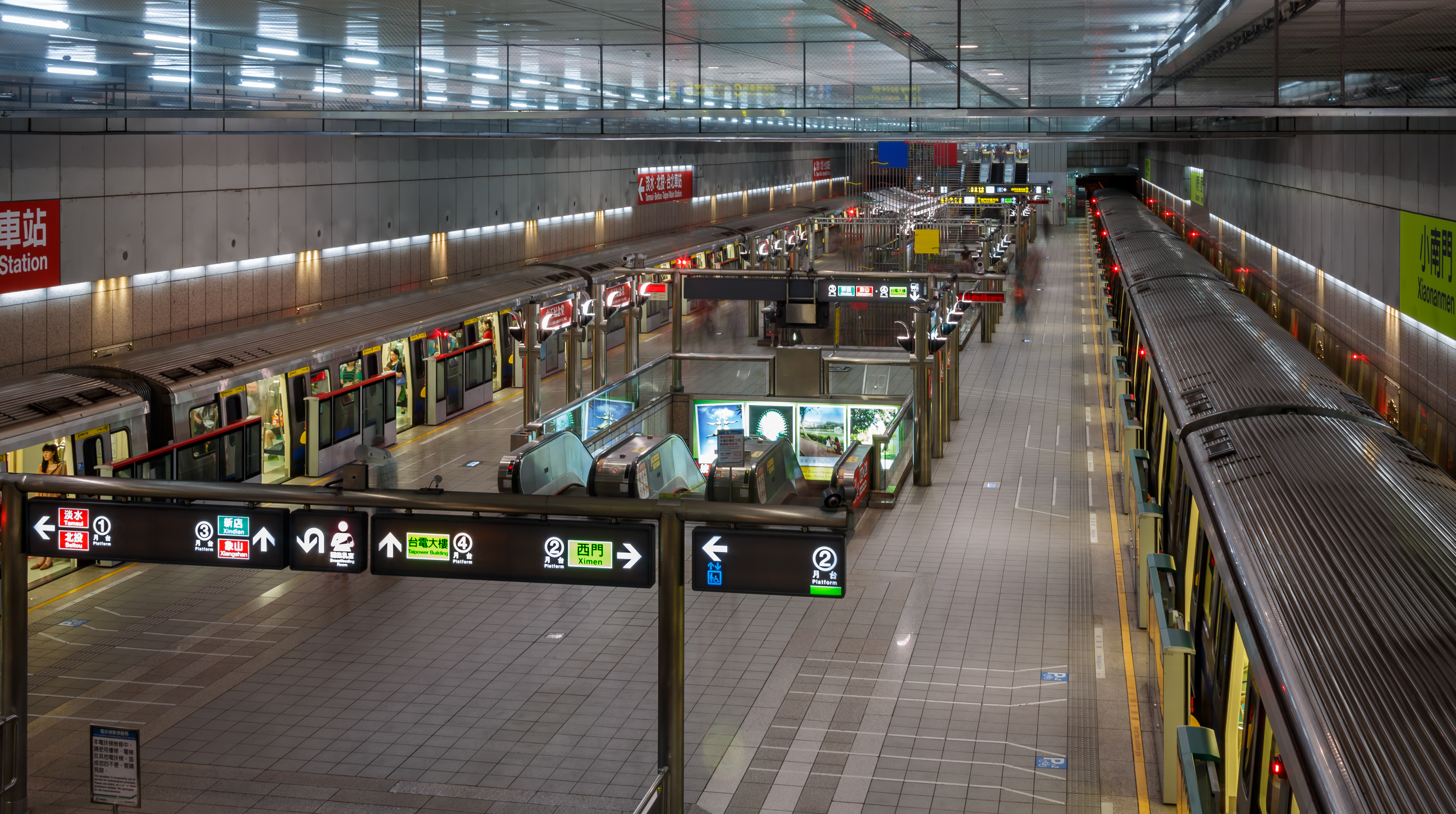
中正紀念堂站上、下樓層的島式疊式月台。

月台設計採用側式月台、島式月台、側疊式月台、島式疊式月台、混合式月台等五種型式。各站月台長度，文湖線均有六節車廂長，目前僅使用四節車廂的空間。至於高運量路線各站皆有六節車廂長，僅小碧潭站為三節長。

#### 月台門
依北捷局文獻稱呼，月台門依形式區分為「全高式月台門」和「半高式月台門」。由於落軌事件會對捷運系統、行車和乘客造成嚴重干擾，為了顧及乘客安全，曾在沒有月台門的車站派員加強巡邏，並自2005年11月開始逐步增設半高式月台門，至2018年9月30日全數完工。

##### 全高式月台門
全高式月台門因木柵線自動駕駛，全線均有裝設。高運量路線因乘客量日益增加及月台、行車安全，二期路網路線月台全裝設全高式月台門。裝設全高式月台門的路線為文湖線全線、信義線、松山線、新莊線、蘆洲線、板南線南港展覽館站及頂埔站。

##### 半高式月台門
由於高運量路線有行車專員，初期路網僅在月台兩端點設月台端點閘門，禁止與阻隔乘客進入，並以紅外線越線偵測作為月台軌道侵入預警系統的防護替代。但隨著落軌事件頻傳，最先就台北車站和忠孝復興站架設1.45公尺高月台閘門，然而因為遮蔽月台廣告燈箱的視線，之後加裝的月台閘門降低為1.4公尺高。分期逐步，初期路網全面增設月台門，並於2018年9月30日完工。
裝設半高式月台門的路線為淡水線及新北投站、新店線及小碧潭站、中和線、板南線永寧站至南港站。
- 板南線西門站半高式月台門
- 板南線南港展覽館站全高式月台門
- 淡水信義線北車站半高式月台門

#### 同月台平行轉乘站

臺北捷運同月台平行轉乘示意圖。包含右側的「三角跨月台轉車組」

臺北捷運中的跨月臺轉乘設計，始於1980年代的設計階段，中華民國交通部運委會聘請BMTC與中華顧問工程司（今臺灣世曦工程顧問股份有限公司）組成計畫小組進行設計。其中BMTC部分人員為曾經參與香港地鐵設計的工程師，故將香港的同月臺轉乘設計加入臺北捷運當中，取代了原先部分交會站必須上下樓層、徒步進行轉乘的動線。
開工之後，共興建了4座同月台平行轉乘站。有別於2個站構成的雙胞胎轉車組，臺北捷運是由3座兩兩相鄰的車站——中正紀念堂站、古亭站及東門站，形成「三角轉車組」。西門站則是除此轉車組外的第4個轉乘站。

#### 車站命名
臺北捷運車站的中文名稱，字數介於2至6字不等。命名的主要原則，係以所在地附近之地名、街道、地標或名勝古蹟、提供土地的機構為主。部分車站具有雙站名，如台北101/世貿站及廣慈/奉天宮站。少部分車站於啟用後更名，如「新店區公所站」、「南京復興站」。
站名譯音方面，早期除淡水站、人名採用其慣用拼法外，皆採用當時慣用的威妥瑪拼音或郵政式拼音譯寫。2003年臺北市政府決定改採漢語拼音，僅臺北因已為國際通用而維持Taipei。臺北縣當時採通用拼音，因此境內車站加註通用拼音，直到2009年中華民國政府改以漢語拼音為標準英譯而去除。2011年6月，因內政部地政司以具有歷史悠久及特殊意義兩項原則，而配合將淡水的譯名恢復為Tamsui。

### 列車

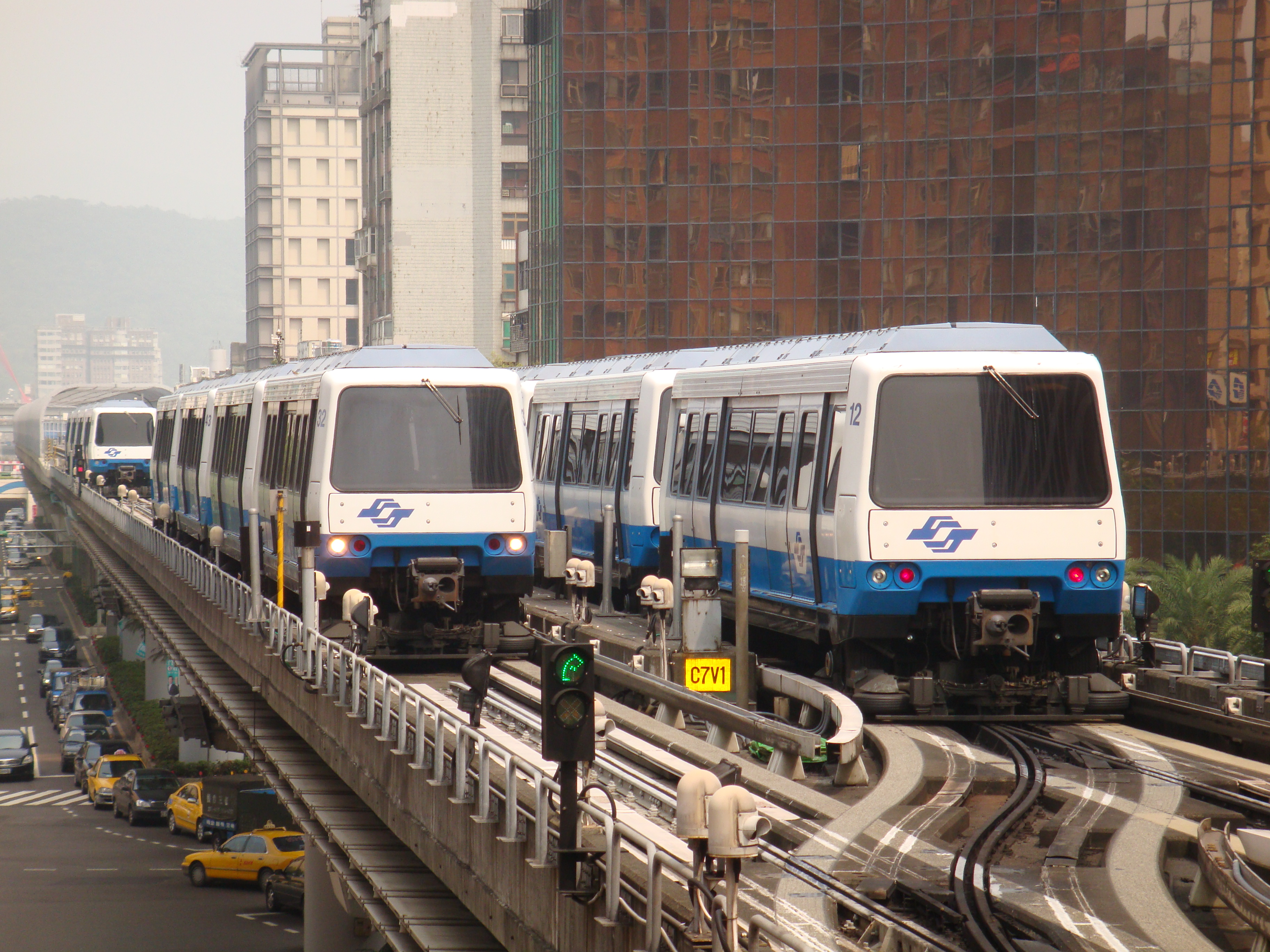
臺北捷運中運量電聯車VAL256型。

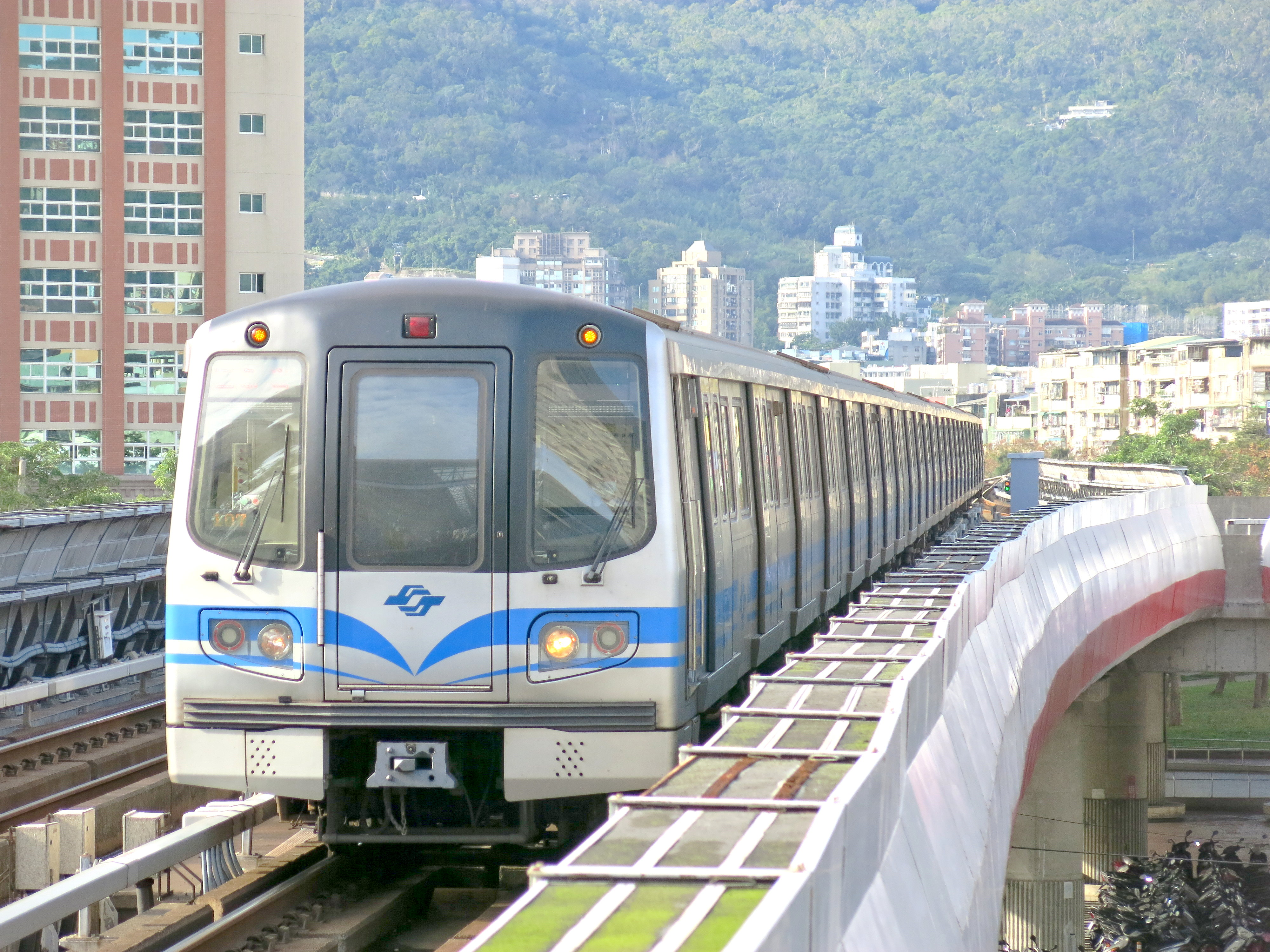
臺北捷運高運量381型列車。

臺北捷運列車皆為動力分散式的電聯車，以第三軌供電（750伏特直流電）方式推進，並搭載列車自動運行裝置，可以在無人自動或行車專員駕駛下開停車及開關車門。

#### 中運量
中運量系統部份，文湖線為膠輪路軌系統。初期採用由法國馬特拉設計和製造之VAL256電聯車、機電、號誌系統。然而1997年馬特拉和捷運局發生合約糾紛後，不再提供維修服務；後其又被德國西門子公司併購，維修服務亦改由西門子提供。現在使用加拿大龐巴迪運輸的INNOVIA APM 256型電聯車與CITYFLO 650機電、號誌系統。列車編製為1對2輛，2對4輛為1列。採用自動駕駛，由電腦控制，列車不配置行車專員。

#### 高運量
高運量系統部份，列車使用鋼輪，行駛於鋼軌軌道上。高運量路線列車皆採用鋼輪鋼軌系統，軌距採用標準軌。高運量列車有5種型式：301型、371型、381型由日本川崎重工製造，321型和341型由德國西門子公司製造。未來將於2026年引進現代Rotem所製造列車。主線列車編製為1組3輛，2組共6輛為1列；支線列車則是單組3輛1列。原則配置一名行車專員，負責操作車關關閉。

- 淡水信義線高運量列車停靠芝山站
  - 1列橘線高運量列車（C321型）於芝山站進站和離站（1分23秒）。
  - 看不到影片吗？請參見幫助頁面。

## 公共藝術
設有公共藝術作品的車站如下列表，其中中山站和台北車站設有藝文廊，部份藝術概念則直接融入車站建築。如南港站便於站內出入口穿堂層、出入口樓梯側、穿堂層公共區通道和月台側牆等處以藝術琺瑯板呈現6幅出自幾米繪本〈地下鐵〉的大型彩色壁畫。
- 文湖線：南港展覽館站－松山機場站
- 淡水信義線：石牌站、明德站、士林站、圓山站、雙連站、北車站 、台大醫院站、東門站－象山站、新北投站
- 松山新店線：松山站－北門站、中正紀念堂站、古亭站、公館站、大坪林站、新店站
- 中和新蘆線：蘆洲站／迴龍站－南勢角站
- 板南線：南港展覽館站－昆陽站

- 松山站穿堂公共藝術〈域見〉。
- 新北投站穿堂裝置藝術〈春漾〉。新北投站穿堂裝置藝術〈春漾〉。
- 公館站內公共藝術。公館站內公共藝術。

### 紀念銘板
臺北捷運的車站都會有紀念路線和車站通車的銘板。以古亭站為例，位於出口一設有古亭站和該路段通車的紀念銘板。銘板上之路線名稱以工程為單位，是故一期路網中小南門站與台大醫院站，分別註記為南港線與新店線，而非新店線與淡水線。

### 紀念章
現臺北捷運各站之車站紀念章，大多以該站文化、觀光為主軸，供遊客作為紀念。紀念章大多放置在服務台旁，依路線有不同的章戳形狀及顏色。曾有環狀線之紀念章，於移交經營權後取消。

### 引註
1. 1 2  . 臺北大眾捷運股份有限公司. 2015-12-09  [2023-10-07]. （原始内容存档于2016-11-19） （中文（臺灣））.
2. ↑  . 臺北大眾捷運股份有限公司. 2019-10-15  [2019-10-18]. （原始内容存档于2019-05-18） （中文（臺灣））.
3. ↑  .   [2014-03-15]. （原始内容存档于2014-02-22）.
4. 1 2  . 臺北大眾捷運股份有限公司. 2010-10-11  [2010-12-01]. （原始内容存档于2012-03-26） （中文（臺灣））.
5. ↑  楊子葆. . 台北畫刊 (臺北市政府觀光傳播局). 2016-03, (578): 20  [2019-10-01]. ISSN 0039-9051. （原始内容存档于2019-10-01） （中文（臺灣））.
6. ↑  . 聯合報. 1968-06-29: 第2版.
7. 1 2 3 4  劉寶傑，呂紹煒. . 時報. 1994. ISBN 957-13-1432-3 （中文（臺灣））.
8. 1 2 3  . 臺北大眾捷運股份有限公司. : 第22期 （中文（臺灣））.
9. 1 2  臺北市政府捷運工程局 (编). . 臺北市政府捷運工程局. 1992: 頁1, 16, 86. ISBN 957-00-0430-4 （中文（臺灣））.
10. ↑  范植明. . 聯合報. 1995-09-26: 第14版.
11. ↑  . 大紀元時報. 2002-05-20  [2006-09-02]. （原始内容存档于2007-09-29） （中文（臺灣））.
12. ↑  . 臺北市文山區公所.   [2010-12-28]. （原始内容存档于2013-12-02） （中文（臺灣））.
13. ↑  楊麗華. . 2004-09-29  [2011-01-10]. （原始内容存档于2009-01-06） （中文（臺灣））.
14. ↑  . 臺北市政府交通局.   [2011-01-10]. （原始内容存档于2011-07-09） （中文（臺灣））.
15. ↑  . 蘋果日報. 2008-12-25  [2011-01-10] （中文（臺灣））.[永久]
16. ↑  NOVA官方網站 的存檔，存档日期2014-01-15.. （英文）.
17. ↑  . 臺北大眾捷運股份有限公司. 2010-11-03  [2011-01-10]. （原始内容存档于2010-11-09） （中文（臺灣））.
18. ↑  COMET （页面存档备份，存于）. （英文）.
19. ↑   (PDF). 臺北大眾捷運股份有限公司.   [2014-12-20]. （原始内容 (PDF)存档于2016-02-02） （中文（臺灣））.
20. ↑  . 臺北大眾捷運股份有限公司. 2011-02-27  [2011-02-27]. （原始内容存档于2011-03-02） （中文（臺灣））.
21. 1 2 3   (PDF). 臺北大眾捷運股份有限公司.   [2014-12-20]. （原始内容 (PDF)存档于2018-11-18） （中文（臺灣））.
22. ↑  . NOWnews 今日新聞. 2013-06-30. （原始内容存档于2017-01-12）.
23. ↑  .   [2017-02-20]. （原始内容存档于2016-10-16）.
24. ↑   (PDF).   [2021-06-17]. （原始内容存档 (PDF)于2021-06-24）.
25. ↑  . open33.ntpc.gov.tw.   [2021-05-25]. （原始内容存档于2022-07-08）.
26. ↑  臺北市政府捷運工程局. . 臺北市政府捷運工程局. 2012-07-05  [2021-05-25]. （原始内容存档于2021-01-24） （中文（繁體））.
27. ↑  . 聯合新聞網. 2022-06-06  [2022-06-06] （中文（臺灣））.
28. ↑  . 中央社 CNA. 2022-06-06  [2022-06-06] （中文（臺灣））.
29. ↑  高華謙. . 中央社. 2023-05-16  [2023-05-18]. （原始内容存档于2023-05-21）.
30. ↑  . 臺北市政府捷運工程局. 2018-04-02  [2020-01-26]. （原始内容存档于2019-05-21）.
31. ↑  . 臺北市政府捷運工程局. 2018-04-02  [2020-01-26]. （原始内容存档于2020-04-05）.
32. ↑  新北市政府捷運工程局. .   [2023-11-07]. （原始内容存档于2024-01-02）.
33. ↑  黃怡娟. .   [2024-06-11]. （原始内容存档于2024-06-11）.
34. ↑  涂維穗. . 財團法人國家政策研究基金會. 2002-12-12  [2011-01-19]. （原始内容存档于2016-03-04） （中文（臺灣））.
35. ↑  松山線通車後之臺北捷運路線圖大公開！整合路線名稱並附加數字編號（页面存档备份，存于）. 臺北大眾捷運股份有限公司. 2014-10-11. [2014-12-18].
36. ↑  . 臺北市政府捷運工程局.   [2021-04-30]. （原始内容存档于2022-06-22） （中文（臺灣））.
37. 1 2 3   (PDF). 臺北市政府捷運工程局.   [2014-12-18]. （原始内容 (PDF)存档于2014-12-18） （中文（臺灣））.
38. ↑  江嘉泓. . 2007-12  [2011-01-14]. （原始内容存档于2015-03-25） （中文（臺灣））.
39. 1 2 3  劉坤彊.  (PDF). 臺大營建知識網.   [2011-01-14]. （原始内容存档 (PDF)于2011-06-26） （中文（臺灣））.
40. ↑  . 臺北大眾捷運股份有限公司. 2010-12-16  [2011-01-11]. （原始内容存档于2011-07-06） （中文（臺灣））.
41. ↑   (PDF). 臺北大眾捷運股份有限公司.   [2014-12-20]. （原始内容 (PDF)存档于2014-12-20） （中文（臺灣））.
42. 1 2  北捷再傳落軌 15站將增設月台門 （页面存档备份，存于） 2011-05-11
43. ↑  . 蘋果日報. 2010-10-21  [2016-04-22]. （原始内容存档于2016-03-12） （中文（臺灣））.
44. 1 2  . 聯合新聞網. 2018-09-29  [2018-09-29]. （原始内容存档于2018-09-29） （中文（臺灣））.
45. ↑  . 自由時報. 2009-02-12. （原始内容存档于2010-04-28） （中文（臺灣））.
46. ↑  . （原始内容存档于2014-01-01） （中文（臺灣））.
47. ↑  . 臺北市捷運工程局.   [2006-09-02]. （原始内容存档于2007-09-29） （中文（臺灣））.
48. ↑  . NOWnews 今日新聞. 2007-01-23  [2011-01-19]. （原始内容存档于2013-04-27） （中文（臺灣））.
49. ↑  . 臺北市法規查詢系統. 臺北市政府法務局. 2019-01-17  [2019-10-06]. （原始内容存档于2021-05-19）.
50. ↑  淡水、Tamsui 與 Danshui （页面存档备份，存于）. 2009-04-23.
51. ↑  . 臺北捷運公司. （原始内容存档于1998-07-03）. 淡水 TAMSHUI
52. ↑  . 臺北捷運公司. （原始内容存档于1998-07-03）. 南京東路 NANKING EAST ROAD
53. ↑  . 臺北市捷運工程局. （原始内容存档于2007-11-10） （中文（臺灣））.
54. ↑  . 大紀元. 2003-11-23  [2011-01-19]. （原始内容存档于2014-01-15） （中文（臺灣））.
55. ↑  . 臺北市政府交通局. 2004-10-22. （原始内容存档于2012-12-22） （中文（臺灣））.
56. ↑  . 自由時報. 2011-06-28. （原始内容存档于2014-11-12） （中文（臺灣））.
57. ↑  .   [2006-09-02]. （原始内容存档于2006-11-04） （中文（臺灣））.
58. ↑  阮達仁, 朱唯中, 李健男, 張國鴻.  (PDF). 臺北市政府. 2012-07-01  [2014-12-20]. （原始内容 (PDF)存档于2014-12-20） （中文（臺灣））.
59. ↑  . 西門子台灣.   [2011-01-19]. （原始内容存档于2012-05-16） （中文（臺灣））.
60. ↑  聯合新聞網. . 聯合新聞網.   [2024-03-21]. （原始内容存档于2024-04-14） （中文（臺灣））.
61. ↑  .   [2006-09-02]. （原始内容存档于2006-08-20）.
62. ↑  . 臺北大眾捷運股份有限公司.   [2008-04-30]. （原始内容存档于2008-03-29） （中文（臺灣））.
63. ↑  台北捷運公司. . 台北捷運公司.   [2023-06-10]. （原始内容存档于2023-06-10）.
64. ↑  台北捷運公司.  (PDF). 台北捷運公司.   [2023-08-06]. （原始内容存档 (PDF)于2023-05-22）.